# Moritz Promny

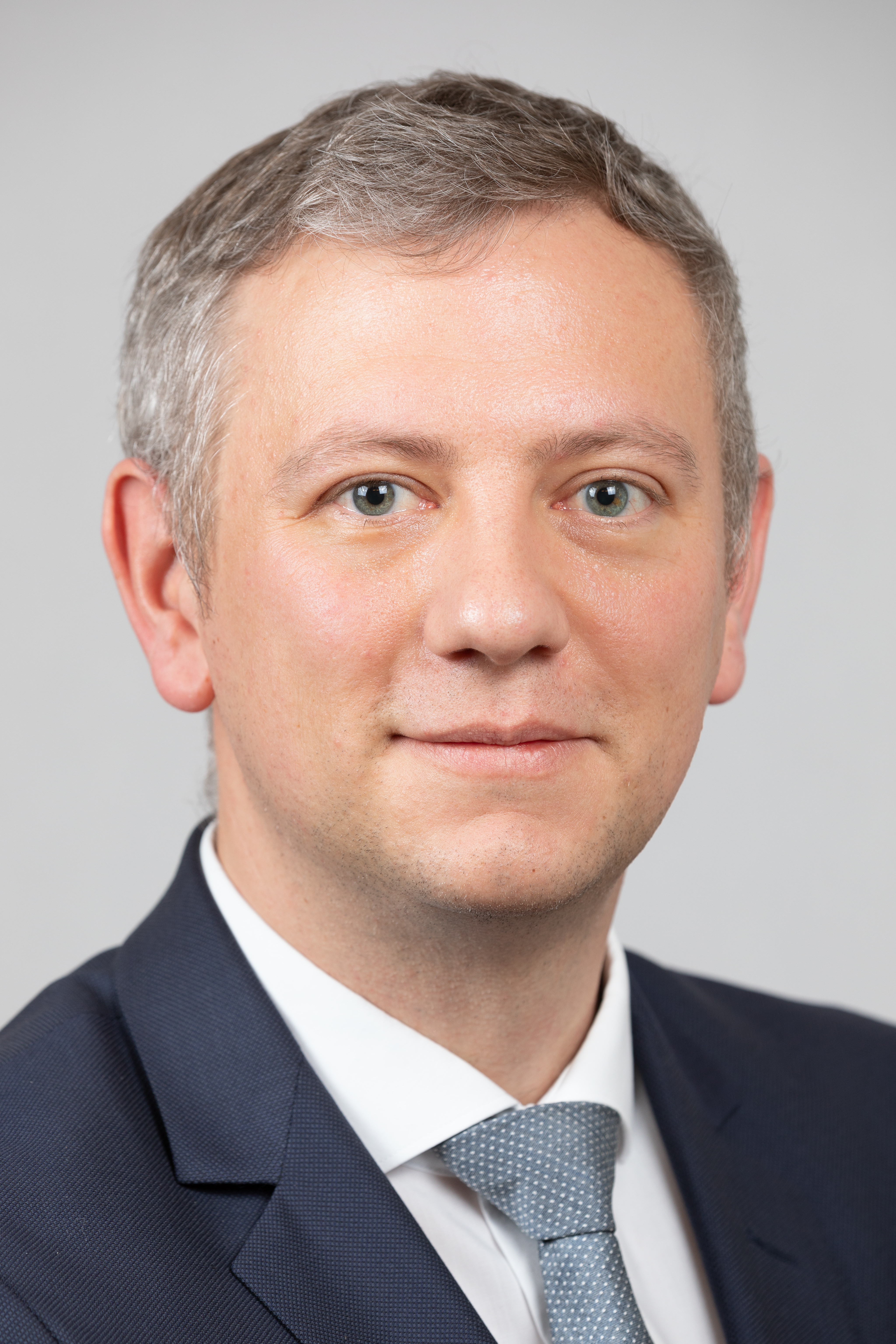
Moritz Promny (2019)

Moritz Promny (* 29. Oktober 1980 in Friedrichshafen) ist ein deutscher Politiker (FDP). Er ist seit Januar 2019 Abgeordneter des Hessischen Landtages und seit April 2019 Generalsekretär der FDP Hessen.

## Leben
Nach dem Abitur am Gymnasium Michelstadt absolvierte Promny ein Studium der Rechtswissenschaft an den Universitäten in Heidelberg und Frankfurt am Main. Er ist Rechtsanwalt und als Jurist in einem mittelständischen Unternehmen der Baubranche tätig.
Promny ist seit 2002 Mitglied der FDP. Von 2008 bis 2016 war er Vorsitzender der FDP Odenwaldkreis und von 2014 bis 2021 war er Bezirksvorsitzender der FDP Südhessen. Er ist seit 2014 Mitglied des Landesvorstandes der FDP Hessen und war ab 2015 stellvertretender Landesvorsitzender, ehe er im April 2019 zum Generalsekretär des Landesverbandes gewählt wurde. Seit Mai 2021 ist er auch Mitglied des FDP-Bundesvorstandes.
Promny ist seit 2006 Stadtverordneter in Michelstadt. Er ist seit 2011 Mitglied im Kreistag des Odenwaldkreises und dort Fraktionsvorsitzender. Des Weiteren ist er seit 2016 Vertreter in der Regionalversammlung Südhessen.
Bei der Landtagswahl 2018 kandidierte Promny auf Listenplatz 5 der FDP Hessen und als Direktkandidat im Wahlkreis 53 (Odenwald). Er zog über die Landesliste in den Hessischen Landtag ein. Bei der Landtagswahl 2023 zog er erneut über die Liste in den Landtag ein. Im Parlament ist er Mitglied des Sozial- und Integrationspolitischen Ausschusses und des Kulturpolitischen Ausschusses. Er ist bildungspolitischer Sprecher der FDP-Landtagsfraktion.
Moritz Promny ist verheiratet, hat drei Kinder und wohnt in Michelstadt.